# Саймон Гуггенгайм
Джо́н Са́ймон Ґуґґенга́йм (англ. John Simon Guggenheim 30 грудня 1867 Філадельфія, штат Пенсільванія — 2 листопада 1941 Нью-Йорк, США) — американський промисловець, філантроп, політик (сенатор від штату Колорадо, 1907—1913 рр.). П'ятий син родоначальника родини бізнесменів і філантропів Маєра Ґуґґенгайма.